# NGC 226
NGC 226 è una galassia a spirale situata nella costellazione di Andromeda.

## Descrizione
La galassia presenta una larga riga a 21 cm dell'idrogeno neutro.

## Scoperta
NGC 226 è stata scoperta il 22 novembre 1827 dall'astronomo inglese John Herschel.

## Gruppo di NGC 315
La galassia NGC 226 fa parte del gruppo di NGC 315, un raggruppamento che comprende almeno una quarantina di galassie. Oltre a NGC 226, i principali membri del gruppo sono: NGC 243, NGC 260, NGC 262, NGC 266, NGC 311, NGC 315, NGC 338, IC 43, IC 66 e IC 69.
Secondo Abraham Mahtessian, anche la galassia NGC 252 dovrebbe essere inclusa in questo gruppo.